# Niels Juel

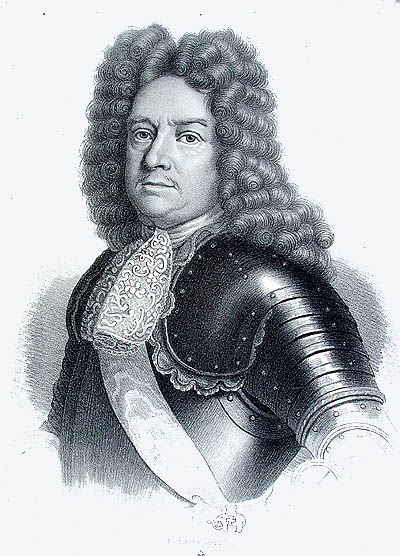
Niels Juel

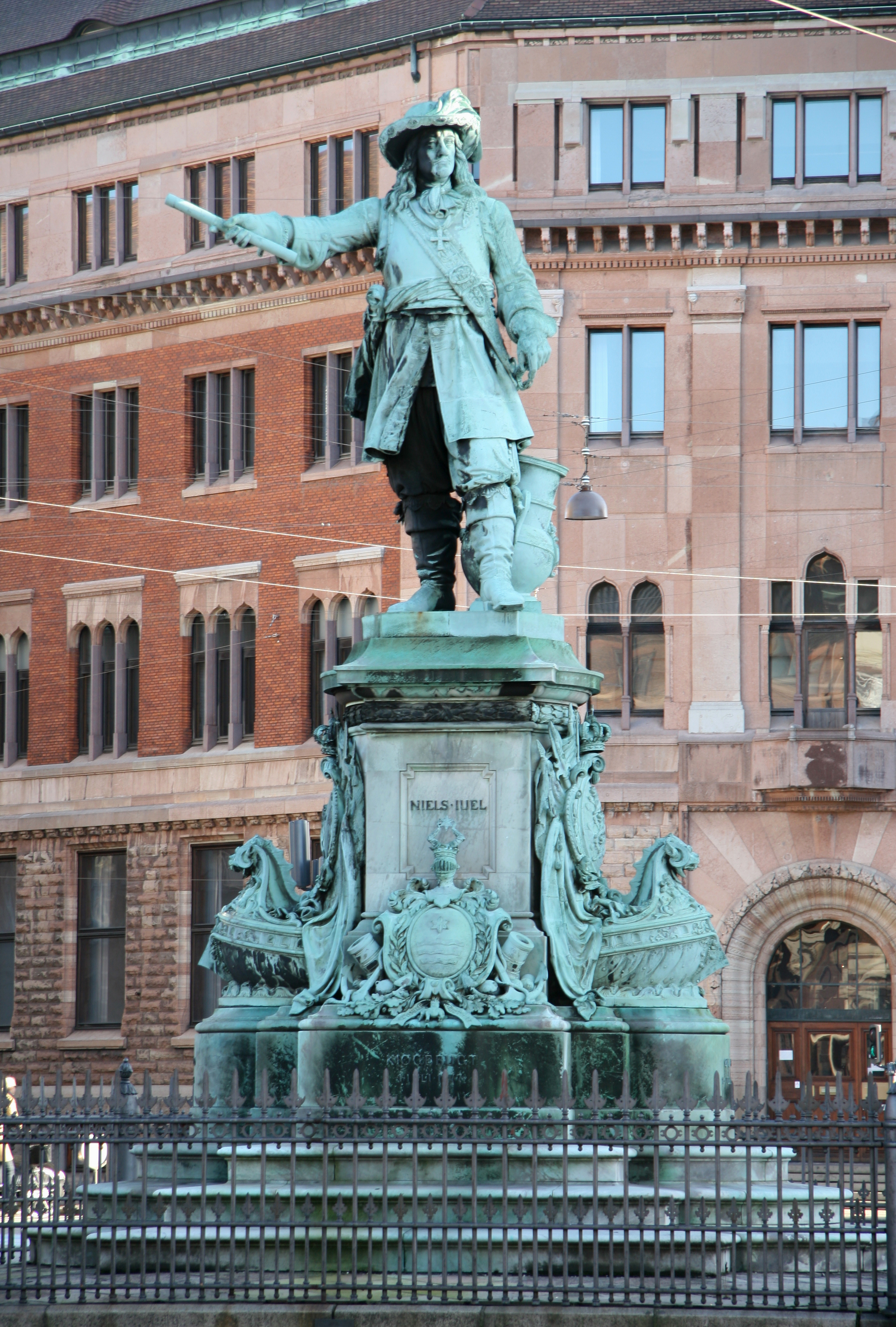
Statua Nielsa Juela w Kopenhadze

Niels Juel (ur. 8 maja 1629, zm. 8 kwietnia 1697) – duński admirał.

## Nauka i służba
Był bratem dyplomaty Jennsa Juela, a urodził się w Chrystianii, stolicy Norwegii. Swoje nazwisko zapisywał Juel, Iuel lub Juell, przy braku sztywnych reguł pisowni w tych czasach. W swych wczesnych latach służył, a jednocześnie uczył się pod wodzą holenderskich admirałów Maartena Trompa i Michiela de Ruytera, biorąc udział we wszystkich głównych bitwach wojny angielsko-holenderskiej 1652–1654. Podczas długiej choroby w Amsterdamie w latach 1655–1656 pozyskał szeroką wiedzę o technice budowy okrętów, i wróciwszy do Danii w 1656 był już doświadczonym i w pełni wyszkolonym żeglarzem. W latach 1658–1660 służył z wyróżnieniem podczas drugiej wojny północnej i miał znaczący udział w obronie Kopenhagi przeciwko szwedzkiej armii Karola X Gustawa.

## Admirał
Podczas 15-letniego pokoju Juel, jako admirał floty, pracował wytrwale nad udoskonaleniem duńskiej floty, chociaż mógł czuć się urażonym krytyką jaka spadła na jego głowę za sprawą słynnego norweskiego żeglarza Kurta Sivertsena po jego powrocie z tureckich wojen w roku 1663. W roku 1661 Juel poślubił Margrethe Ulfeldt. Wraz z wybuchem wojny skańskiej służył z początku pod wodzą Kurta Sivertsena (Cort Adeler), lecz po jego śmierci w listopadzie 1675 został naczelnym wodzem floty duńskiej.
Zdobył sobie w Europie znakomitą reputację po tym jak podniósł Danię do niespotykanej dotąd rangi potęgi morskiej, głównie dzięki systemowi słynnej taktyki wojennej na morzu w epoce żaglowców, doprowadzonej do perfekcji przez admirała Michiela de Ruytera i z sukcesem zastosowanej podczas trzeciej wojny angielsko-holenderskiej. Taktyka ta polegała ogólnie na odcięciu części floty nieprzyjaciela i skoncentrowaniu całego swego ataku na niej. Po raz pierwszy miał okazję zastosować nową taktykę podczas bitwy pod Jasmundem koło Rugii 25 maja 1676 roku, kiedy to przełamał się przez nieprzyjacielską linię i odciął w ten sposób pięć nieprzyjacielskich okrętów, które jednak wykorzystując zapadający zmrok zdołały ujść z jego pułapki. Operacje Juela były znacząco hamowane w tym okresie przez niezdecydowanie jego holenderskiego sojusznika admirała Filipa van Almonde, który fałszywie oskarżył duńskiego admirała o tchórzostwo. Kilka dni po bitwie pod Jasmundem zastąpił Juela w dowództwie syn Maartena Trompa Cornelis Tromp, przyprowadzając ze sobą posiłki w sile 17 nowych duńskich i holenderskich liniowców.
Juel miał swój duży udział w wielkim zwycięstwie Cornelisa Trompa nad flotą szwedzką pod Olandią (1 czerwca 1676), które umożliwilo wojskom duńskim dokonanie inwazji na Skanię.
Dnia 1 czerwca 1677 Juel pobił flotę szwedzką dowodzoną przez admirała Sjöblada koło wyspy Møn. Dnia 30 czerwca 1677 odniósł znakomite zwycięstwo w Zatoce Køge, gdzie z 25 liniowcami z 1267 działami rozgromił szwedzką flotę admirała Henrika Horna mającą 36 liniowców i około 1800 dział. Za ten wielki triumf został natychmiast nagrodzony awansem na admirała-lejtnanta i członka rady państwa. Ostatnie zwycięstwo, oprócz złamania szwedzkiej marynarki wojennej, dało Duńczykom wiarę we własne siły, dzięki czemu mieli więcej śmiałości do samodzielnych działań bez oglądania się na swych holenderskich sojuszników.

## Samodzielny wódz floty duńskiej
W następnym roku Cornelis Tromp został zwolniony przez króla Danii Chrystiana V, który przekazał naczelne dowództwo w ręce Juela. Wiosną 1678 Juel wyszedł w morze z 84 okrętami mającymi łącznie 2400 dział na swych pokładach, ale Szwedzi nie ośmielili się stawić czoła na otwartym morzu takiej potędze, co ograniczyło operacje duńskiej floty do blokowania szwedzkich portów i transportu wojsk na Rugię.
Po zawarciu pokoju w Lund Juel pokazał się jako znakomity administrator i reformator, pod którego energicznym przywództwem duńska marynarka wojenna osiągnęła imponujące rozmiary, szczególnie po tym, jak Juel został szefem admiralicji w 1683.
Na jego cześć nazwano m.in. okręt artyleryjski „Niels Iuel” z I połowy XX wieku, typ współczesnych duńskich korwet rakietowych i jedną z fregat typu Iver Huitfeldt.

## Ordery
- 14 czerwca 1674 – Order Danebroga[2]
- 11 marca 1979 – Order Słonia[2]